# 102 f.Kr.

## Händelser

### Efter plats

#### Romerska republiken
- Marius besegrar scirierna och teutonerna i slaget vid Aquae Sextiae.
- Cimbrerna besegrar konsul Q. Lutatius Catulus i slaget i Adigedalen.

#### Kina
- Kineserna erövrar Kokand.

## Födda
- Quintus Tullius Cicero, romersk general